# Комариця (Байкаловський район)
Комари́ця (рос. Комарица) — присілок у складі Байкаловського району Свердловської області. Входить до складу Байкаловського сільського поселення.
Населення — 20 осіб (2010, 24 у 2002).
Національний склад населення станом на 2002 рік: росіяни — 100 %.